# Цветино
Цветино (старо име Флорово) е село в Южна България. То се намира в община Велинград, област Пазарджик.

## География
Село Цветино се намира в планински район на 25 км югозападно от Велинград. През селото преминава р. Софан (Софандере), ляв приток на Чепинска река, с изградена хидрометрична станция № 71390, поддържана от Национален институт по метеорология и хидрология.

## История
Цветино е едно от най-старите селища в Чепино. Възникнало е като пастирско селище.
След Руско-турската война и Съединението на България населението на бабешките колиби намалява. През 1887 година Христо Попконстантинов обнародва статистика за броя на домакинствата в бабешките колиби, в която Цветино (Флорово) е посочено като селище с 50 – 60 помашки семейства. Според преброяването на населението в Царство България през 1910 година, към 31 декември същата година в Цветино (Флорово) живеят 1372 помаци.
До 1979 г. е център на самостоятелна община с 35 пръснати махали и колиби. От 1979 г. е самостоятелно кметство. На 5 км. е гара Цветино.
Населението говори македонски диалект-запазено е старо предание за заселване след
бягство от чумна епидемия-от Македония към настоящото село.
Старото име на селото е Флорово-но стари хора го наричаха ФРОЛОВО-което е по вероятно
и произлиза от славянското име фрол.
Изглежда обаче че преселниците заварили местни родове-от които научават имена на местности
около селото които изглежда са по стари от това преселение.
Интерес предизвиква средновековната крепост Калята, охранявала пътя от Чепинско за долината на Места -път наричан от жителите на селото-Друма, срещу калята е местността Радювица.
По тези стари и оскъдни данни може да се предположи че над селото е съществувало средновековно
българско селище[м-у селото и махала крантиите има местност с име каурски гробе].
Крепостта Калята